# Parc Natural del Cañón del Río Lobos
El Parc Natural del Cañón del Río Lobos és un espai natural protegit de la comunitat autònoma de Castella i Lleó, Espanya. Aproximadament un terç de la seva superfície s'ubica en la província de Burgos i dos terços a la de Sòria.

## El canyó
El riu Lobos és l'eix del canyó del mateix nom i causant de l'erosió que li ha donat forma, discorre principalment per la província de Sòria, encara que neix en la de Burgos. Se situa on se separa la Serralada Ibèrica de l'alt altiplà del Duero. La longitud del canyó és d'uns 25 km començant a prop del municipi de Navas de la Pineda i amb accés des d'Hontoria del Pinar i finalitza a prop del municipi sorià d'Ucero. Els accessos es realitzen pels municipis dels seus extrems i per la part central pel lloc anomenat Puente de los Siete Ojos.
Són els dos últims trams del seu recorregut els que tenen autèntic interès biològic-paisatgístic: el que comença a la localitat burgalesa d'Hontoria del Pinar i acaba, després de 12,4 km de curs, en el Puente de los Siete Ojos (viaducte de set arcs que suporta el pas de la carretera de San Leonardo a Santa María de las Hoyas), i el tram final de similar longitud que acaba al peu de la Costa de la Galiana on desemboca al riu Ucero. L'altura màxima del parc es troba en el Pico de las Navas de 1.351 metres d'altitud.
Les 9.580 ha que comprèn el paratge del Canyó del Río Lobos, pertanyents als municipis d'Hontoria del Pinar (província de Burgos), San Leonardo de Yagüe, Casarejos, Santa María de las Hoyas, Herrera de Soria, Nafría de Ucero i Ucero (tots aquests a la província de Sòria), van ser declarades Parc Natural per Decret de la Junta de Castella i Lleó 115/1985 de 10 d'octubre, en consideració als seus singulars atributs naturals. Posteriorment, en 1987, es va declarar aquest mateix àmbit Zona d'Especial Protecció per a l'Aus (ZEPA).

### Geologia
Morfológicament es tracta d'un profund tall excavat a les pedres calcàries mesozoiques del curs fluvial que ha deixat a la vista enormes murs de contenció de diverses desenes de metres d'elevació. Aquest tall és fruit d'una doble erosió, la deguda al desgast del mateix riu i la deguda a la dissolució de la roca per l'aigua. L'enfonsament del llit s'ha produït en cedir les grutes que prèviament havia excavat l'aigua. Aquest enfonsament ha deixat les zones còncaves, també anomenades lermestenyides pel rovell, a les parets del canyó.

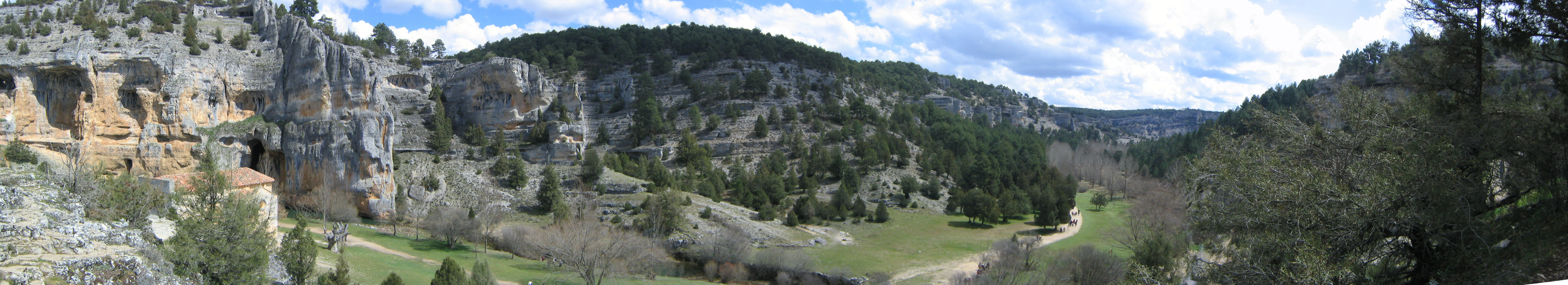
Des del balcó del riu Lobos.

Tota l'àrea és un immens karst amb moltes coves i avencs a més de claveguerons. El sistema d'aigües subterrànies i aqüífers és molt complet.

### Flora

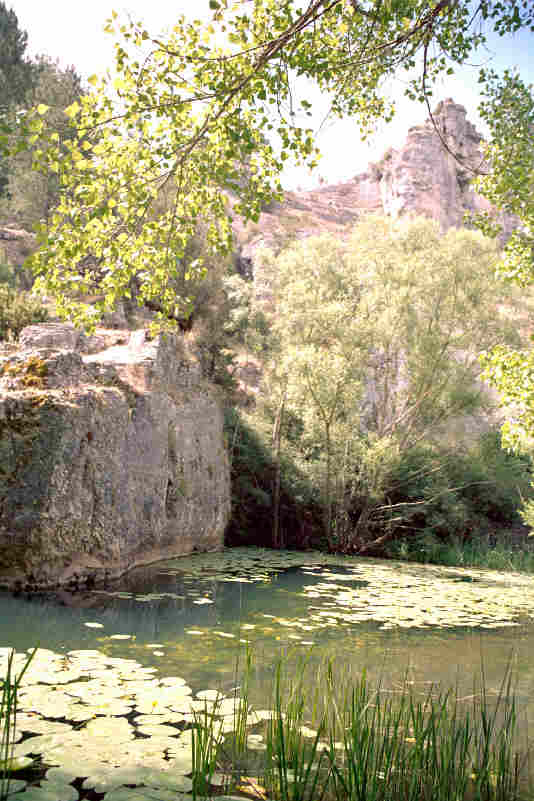
Nenúfars al Cañón del río Lobos

La població vegetal que habita aquest espai natural està composta per diferents espècies entre les quals destaquen els sabinars de sabina blanca. Al costat d'aquest arbre es poden veure poblacions abundants de pi, galer i alzina. En els espais coberts de bardissa es poden veure ginebre i boixerola que es complementen amb farigola, espígol i sàlvia.
Les riberes estan poblades pels pollancres, caps blancs, àlbers i els salzes i en les aigües hi ha nenúfars i bogues.
En el rocar podem trobar espècies com Saxigraga cuneata i Linaria supina o les conegudes com zapatitos de la virgen i el melic de Venus.

### Fauna
El seu interior s'ha erigit en un espai propici al desenvolupament de diverses espècies animals que han trobat allà un hàbitat adequat. Les de major presència són les aus, i entre elles els rapaços com l'aufrany, el falcó, l'àguila, l'astor i el mussol reial, i predominantment el voltor comú que pobla les cornises dels farallons i els seus buits, i que es manté en permanent vol per la volta virtual del canyó. També alguns mamífers han trobat lloc al riu, i en les seves aigües conviuen truites i llúdries.

## Accessos i àrees recreatives

Localització del parc

Els accessos al canyó es realitzen des de tres punts diferents. Per la part oest, aigües amunt, s'accedeix des d'Hontoria del Pinar, Burgos, població a la qual s'arriba per la carretera nacional N-234. El segon accés es troba a 12 km de l'anterior, aproximadament a mitjan recorregut, faltant 9 km per a la sortida d'Ucero, i és l'anomenat Puente de los Siete Ojos i aquesta a vores de la carretera provincial SOTA-960 que uneix San Leonardo de Yagüe amb Santa María de las Hoyas. Al final del canyó es troba l'entrada d'Ucero que és la més usada i on es troba el Centre d'Interpretació de l'espai natural. Aquest s'ubica en un antic molí reconvertit en piscifactoria. Sobre Ucero, a la carretera SOTA-920, es troba el mirador de La Galiana que permet observar el parc des de la vora dels penya-segats. A totes les entrades hi ha aparcaments i serveis d'informació.
Hi ha àrees recreatives en diversos punts del parc, al paratge de Siete Ojos a Hontaria del Pinar, de los Agualinos i la de La fuente del pino a prop de Santa María de las Hoyas. Hi ha quatre miradors dins del parc com el Balconcillo del río Lobos o el Mirador de las Gullurías.
La zona més recorreguda i coneguda del parc natural del riu Lobos és sens dubte la del Comenar de los frailes al peu de la qual es troba l'ermita templera de San Bartolomé. Aquesta àrea es troba a 3,5 km de l'entrada d'Ucero, a l'esplanada que s'estén davant la Cova Gran, enorme gruta que roman sempre oberta i accessible, en la qual se celebra la romeria cada 24 d'agost.

### Ermita de San Bartolomé

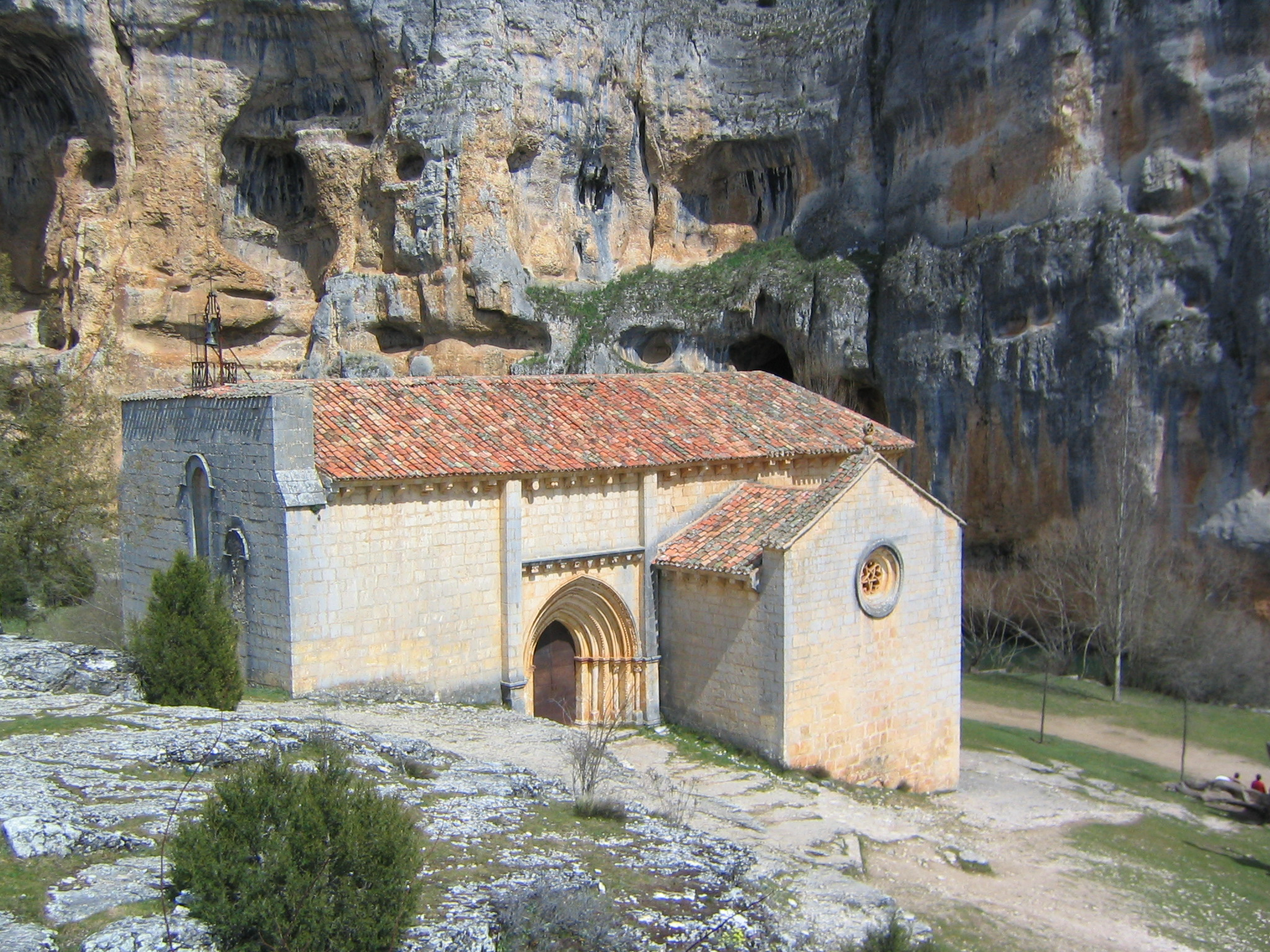
Canyó del riu Lobos i ermita de San Bartolomé

L'ermita de San Bartolomé és una construcció romànica del primer quart del segle xiii amb alguna influència d'un incipient gòtic. Formava part d'un cenobi templer del qual només es conserva la capella.
La vinculació amb l'Orde del Temple està provada, tot que amb relació a l'orde hi ha misteris que queden per resoldre. Aquesta ermita es troba a la mateixa distància, en metres, dels límits més externs a l'est i a l'oest de la península Ibèrica. La unió entre el punt d'ubicació d'aquesta ermita amb altres temples templers de la península forma una creu de malta, el símbol de l'ordre.
El 24 d'agost se celebra la tradicional romeria de San Bartolomé a l'ermita del canyó.
El terra en el qual s'aixeca l'ermita, pertany a un conjunt de pobles circumdants a aquesta, que són: Nafría de Ucero, Ucero i Herrera de Soria.

## Activitats
Són moltes les activitats que es poden realitzar dins del parc. Totes elles estan regulades. Per a l'accés a algunes zones en èpoques concretes es necessita permís especial, igual que per anar a cavall. Es pot accedir amb bicicleta per les pistes i camins assenyalats. L'escalada està prohibida i l'espeleologia requereix permís, tot i que hi ha algunes grutes tancades.

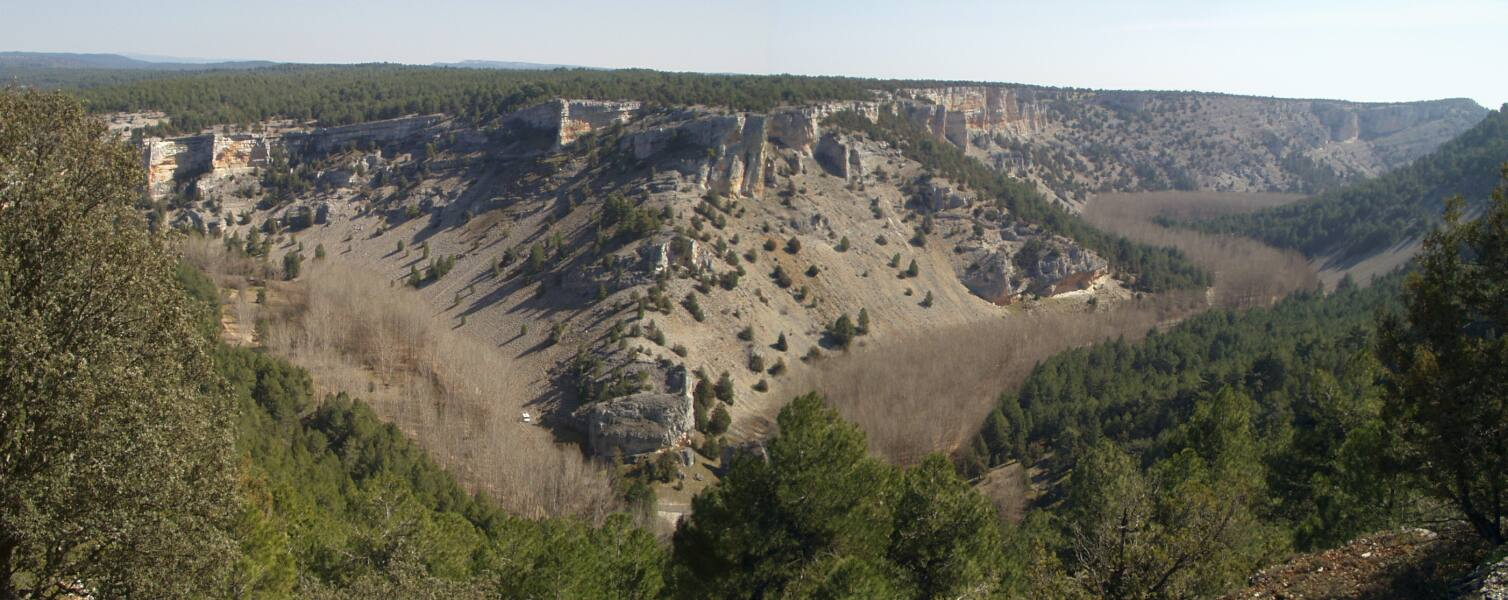
El Mirador de las Gullurías

 L'activitat per excel·lència és el senderisme. El parc està creuat per dues rutes de Gran Recorregut, el GR-86, Sender Ibéric Sorià i el GR-86-2, variant de San Leonardo. Després hi ha 9 Rutes de Petit Recorregut; el PR-SO-03, ruta de les Sabines; la PO-BU-05, Senda Hontoria; el PR-SO-06; el PR-SO-46, El Torcajón; el PR-SO-47, Tres encreuaments; el PR-SO-49, canal Reial de las Merinas; el PR-SO-BU-65, camí del riu; el PRC-SO-66, camí del castell i el PRC-SO-67, ruta de las Gullurías. Hi ha també 8 camins que realitzen recorreguts per dins de l'espai protegit.

## Ocupació humana
Des d'antic se sap que l'home ha vingut ocupant aquestes terres. Donen testimoni d'això els gravats i pintures rupestres trobades en algunes cavitats i datades a l'edat del bronze. Hi ha construccions romanes com el pont i la calçada d'Hontoria i el canal d'Ucero construït per proveir d'aigua a la ciutat de Uxama. Els visigots van deixar diverses ermites i el cementiri d'Ucero. L'ermita de San Bartolomé i el castell d'Ucero són construccions templeres, el castell està aixecat sobre un antic castro celtiber.